# Acció Catalana (1994-1997)
|  | Vegeu Acció Catalana pel partit fundat el 1922 i dissolt el 1931 |

Acció Catalana (AC) fou un partit polític catalanista i sobiranista impulsat per Max Cahner. Entre els seus dirigents destacaren Antoni Vives, Josep Guitart i Eduard Sánchez. Creat arran d'una escissió de Convergència Democràtica de Catalunya, el 26 de maig de 1997 el partit signà un acord d'associació amb Esquerra Republicana de Catalunya.
En les eleccions locals de 1995 presentà candidatura a Tàrrega. En les eleccions locals de 1999 presentà candidatures a Sant Vicenç de Montalt i Alella.